# Péronne (Saône-et-Loire)
Péronne ist eine französische Gemeinde mit 666 Einwohnern (Stand: 1. Januar 2022) im Département Saône-et-Loire in der Region Bourgogne-Franche-Comté. Sie gehört zum Arrondissement Mâcon und zum Kanton Hurigny (bis 2015: Kanton Lugny). Die Einwohner werden Péronnais genannt.

## Geographie
Péronne liegt etwa 14 Kilometer nordnordwestlich vom Stadtzentrum von Mâcon in der Mâconnais im Weinbaugebiet Bourgogne. Umgeben wird Péronne von den Nachbargemeinden Lugny im Norden, Burgy im Nordosten, Viré im Osten, Clessé im Süden und Südosten, Saint-Maurice-de-Satonnay im Süden, Azé im Westen und Südwesten sowie Saint-Gengoux-de-Scissé im Westen und Nordwesten.

## Bevölkerungsentwicklung
| Jahr                      | 1962 | 1968 | 1975 | 1982 | 1990 | 1999 | 2006 | 2016 |
| ------------------------- | ---- | ---- | ---- | ---- | ---- | ---- | ---- | ---- |
| Einwohner                 | 324  | 377  | 349  | 361  | 407  | 454  | 497  | 653  |
| Quelle: Cassini und INSEE |      |      |      |      |      |      |      |      |

## Sehenswürdigkeiten
- Kirche Sainte-Madeleine aus dem 11./12. Jahrhundert,  seit 1927/1946 Monument historique
- Schloss La Tour-Penet aus dem 17. Jahrhundert
- Schloss Vaux-sous-Targe aus dem 15. Jahrhundert, Monument historique seit 2000

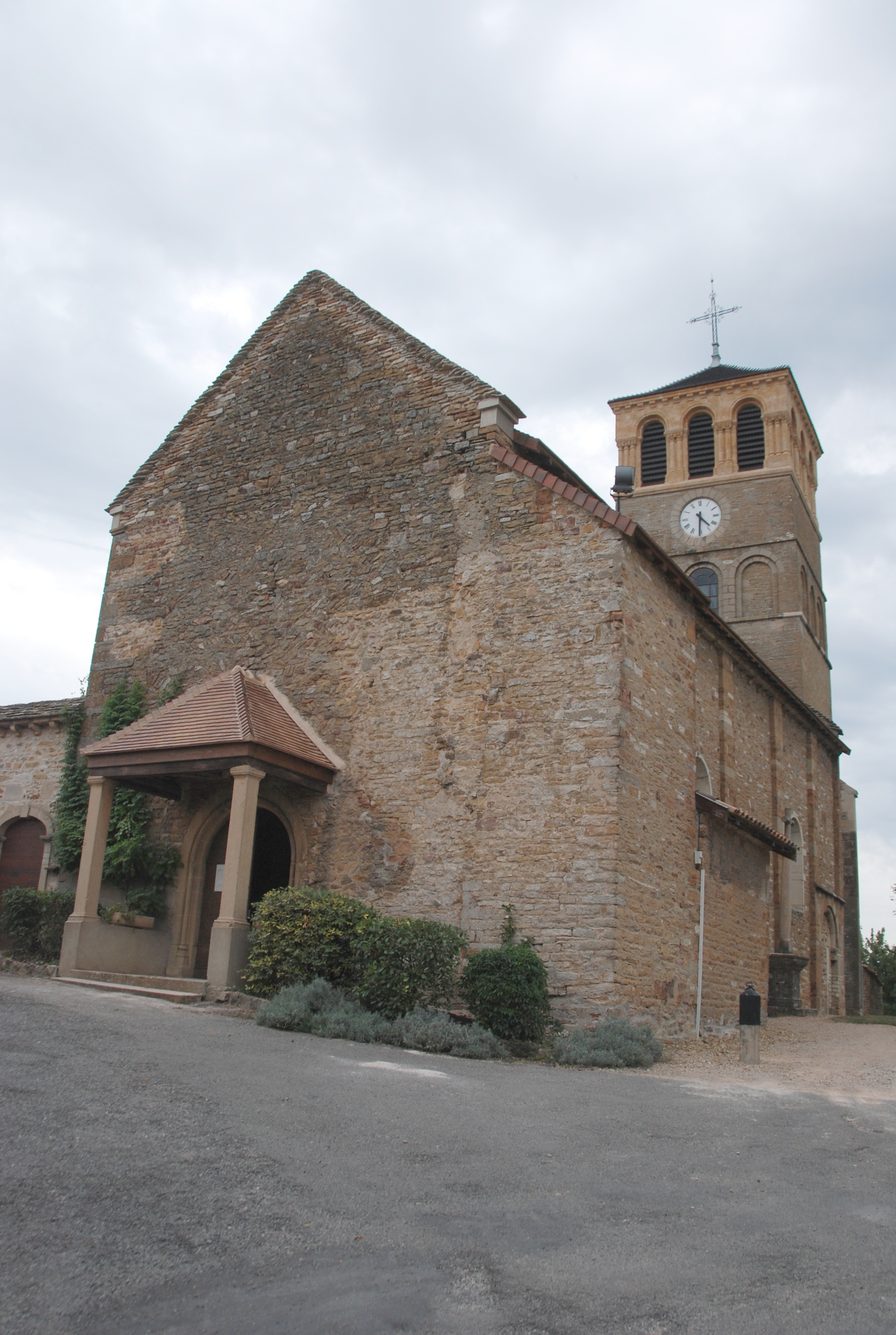
Kirche Sainte-Madeleine
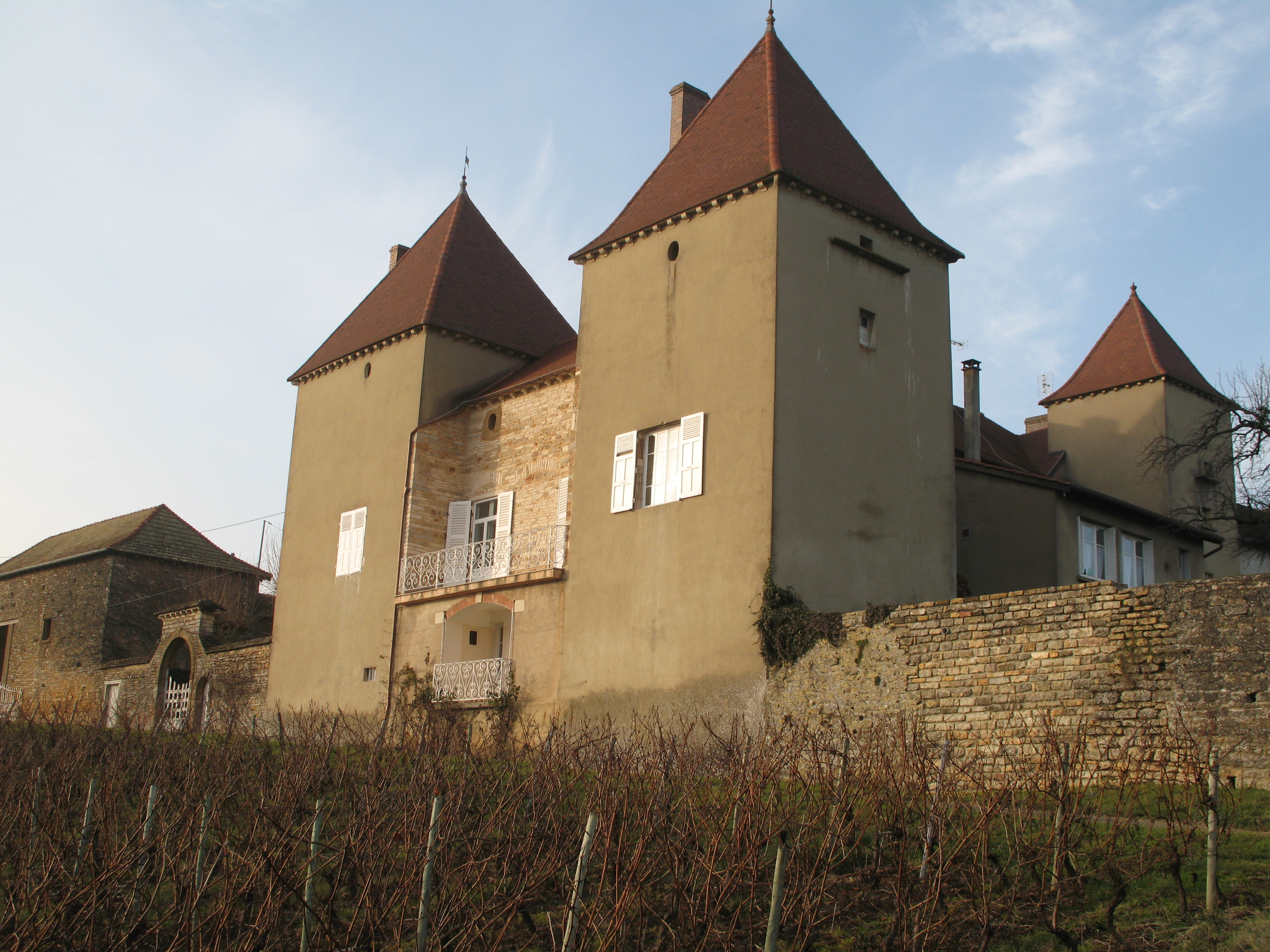
Schloss La Tour-Penet
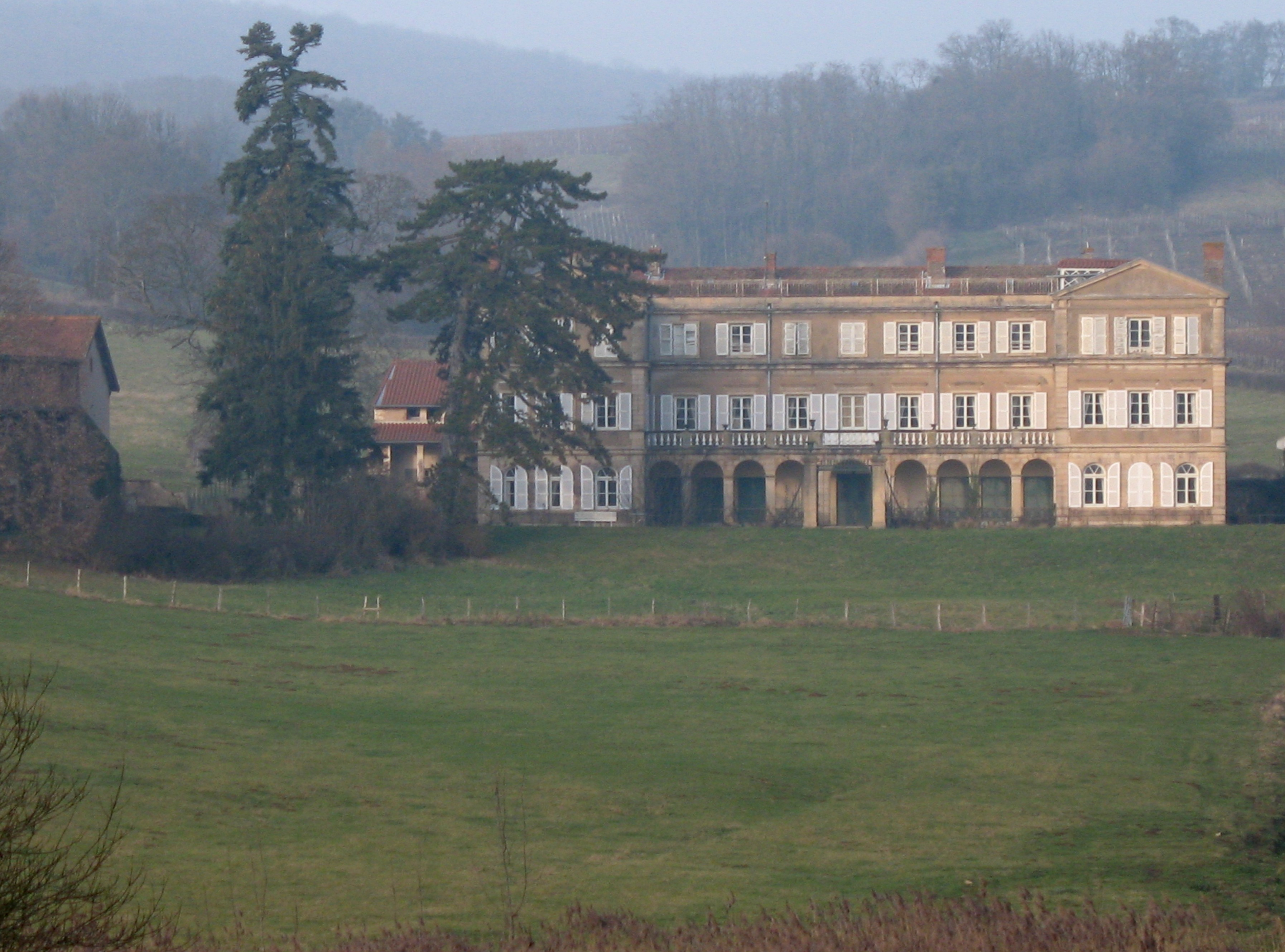
Schloss Vaux-sous-Targe